# Marguerite Nakhla
Marguerite Nakhla (arabe : مرجريت نخلة) est une artiste peintre égyptienne du XXe siècle, née le 10 décembre 1908 à Alexandrie,  qui a vécu et exposé ses créations entre la France et l’Égypte. Elle est morte en 1977. Elle est considérée comme l'une des pionnières du mouvement artistique égyptien de son siècle.

## Biographie
Marguerite Nakhla est née en 1908 à Alexandrie,. Après avoir terminé sa scolarité de base, en partie dans un établissement tenu par des religieuses et enseignant en français, ne pouvant accéder du fait de son genre à des enseignements qui l’intéresse à l'École des Beaux-Arts du Caire relativement nouvelle (créée l’année de sa naissance, en 1908) , Marguerite Nakhla fréquente l'Institut des arts pédagogiques pour les femmes enseignantes avant de décider d'étudier l'art aux Beaux-Arts de Paris, en France. Elle est diplômée de l'école d'art de Paris en 1939 et retourne en Égypte, où elle enseigne et expose ses propres œuvres d'art pendant les neuf années suivantes.
En 1948, Marguerite Nakhla retourne à Paris pour poursuivre ses études à l'École du Louvre. Elle reste encore trois ans à Paris où elle étudie les arts graphiques et la peinture à fresque, et a l’opportunité d’exposer ses œuvres. Des œuvres de Nakhla sont même acquises par l'ambassade d'Égypte à Paris.
Marguerite Nakhla continue de voyager entre Paris et Alexandrie pendant plusieurs années avant de s'installer à Alexandrie. Elle cesse d'exposer ses œuvres en 1975, deux ans seulement avant sa mort en septembre 1977 à Alexandrie, dans son appartement familial ,,.